# Tenuipalpus reticulus
Tenuipalpus reticulus är en spindeldjursart som beskrevs av Roman A. Siddiqui och Mohammad Nazeer Chaudhri 1972. Tenuipalpus reticulus ingår i släktet Tenuipalpus och familjen Tenuipalpidae. Inga underarter finns listade i Catalogue of Life.